# Taulant Balla
Taulant Balla (Librazhd, 12 agosto 1977) è un politico albanese.
È un parlamentare socialista, eletto deputato alle elezioni parlamentari del 2005 e poi per le legislature successive. Dal 30 luglio 2024 ricopre il ruolo di ministro per i rapporti con il parlamento.

## Scandalo dei plagi
Nell'ottobre 2018 molti personaggi pubblici e politici in Albania sono stati coinvolti in uno scandalo dei plagi, che ha coinvolto le loro tesi di master e di dottorato. La denuncia dei plagi è partita da Taulant Muka, un giovane epidemiologo che ha studiato nei Paesi Bassi, che ha condotto una campagna contro i "falsi" dottorati di ricerca di molti politici e funzionari governativi. Questo scandalo, tra le altre cose, ha scatenato delle proteste studentesche nelle università pubbliche, richiedendo una verifica per tutti i titoli accademici detenuti da personaggi pubblici, funzionari statali e politici.
La tesi di dottorato di Taulant Balla è stata coinvolta nello scandalo. Nel febbraio 2019 l'Università Alexandru Ioan Cuza di Iași, in Romania, ha confermato che sta ufficialmente indagando sul plagio nella sua tesi di dottorato del deputato socialista Taulant Balla e ha inoltrato il caso al Ministero dell'istruzione rumeno.